# Comedy Central Sverige
Comedy Central Sverige war der schwedische Ableger des US-Senders Comedy Central. Er startete sein Programm am 1. Januar 2009 um 19:00 Uhr und teilte sich die Frequenz mit dem Schwestersender Nickelodeon Sverige. Gesendet wurde seit dem 1. November 2013 24 Stunden täglich, bis zum 15. November auch auf der gemeinsamen Frequenz mit Nickelodeon. Die Lizenz für den Sender wurde Februar 2008 beantragt und wurde am 27. März 2008 genehmigt.
Gestartet wurde mit einer Folge South Park und The Roast of Pamela Anderson. Am 15. Januar 2019 wurde der Sender zugunsten Paramount Network Sverige eingestellt.

## Sendungen
- Auf schlimmer und ewig
- Becker
- Dead Like Me – So gut wie tot
- Immer wieder Jim
- Monk
- Sex & the City
- South Park
- The King of Queens